# Alwin Fitting
Alwin Fitting (* 12. März 1953 in Westhofen) war Vorstandsmitglied der RWE AG und ehemaliger Elektroinstallateur. 

## Leben
Seine Ausbildung begann Fitting 1971 im Kernkraftwerk Biblis, wo er seit 1974 auch fest angestellt war. 1977 legte er seine Meisterprüfung ab und wurde 1994 Vorsitzender des Betriebsrates. 1996 wurde Fitting Vorsitzender des Gesamtbetriebsrates der RWE Power AG. 2000 wurde er im Rahmen der Montanmitbestimmung als Arbeitsdirektor in den Vorstand von RWE Power berufen, wo er für Personalfragen zuständig war. Diesen Posten behielt er auch nach der Fusion mit der RWE Rheinbraun AG im Oktober 2003 inne.
Am 29. Juni 2005 wurde Fitting mit Wirkung zum 1. August 2005 als Arbeitsdirektor in den Vorstand der RWE AG bestellt und übernahm dort das Ressort Personal.
2013 trat er in den Ruhestand.

## Mitgliedschaften
Fitting gehört der Gewerkschaft ver.di an.